# Venös insufficiens
Venös insufficiens är en kärlsjukdom som vanligen består i att de venösa klaffarna inte fungerar tillfredsställande. Oftast drabbas benen av tillståndet, och yttrar sig då i bland annat ödem i de nedre delarna av benen, vristerna och fötterna. Den venösa insufficiensen kan också leda till bensår och åderbråck. 

## Orsaker
Venös insufficiens beror oftast på att blodflödet i venerna (vadmuskelpumpen) är nedsatt, så kallad venös stasis, varmed för mycket blod ansamlas i kroppsdelen i stället för att pumpas tillbaka runt i kroppen, vilket orsakar tryck i den drabbade kroppsdelen. 
Det kan uppstå i form av posttrombotiskt syndrom, när en blodpropp förhindrar blodflödet, eller i form av postflebitiskt syndrom, när en inflammation i venerna leder till att venernas klaffar är skadade eller försämrade.
Nedsatt funktion i benens venklaffar kan ha ett samband med lågt blodtryck och graviditet, eftersom dessa tillstånd leder till ökat tryck i benen.
Risken ökar om det finns anlag för venös insufficiens, övervikt, stillasittande livsstil, ökande ålder, och om man är kvinna.

## Symtom
Venös insufficiens yttrar sig till en början ofta genom att de drabbade kroppsdelarna (vanligen underbenen), känns tunga och uppsvullna. Symtomen förvärras när man står upp. Om det är de ytliga venerna som drabbats, kan venös insufficiens också visa sig som åderbråck. Andra symtom kan vara klåda, smärta, kramper. rastlösa ben, brännande känslor, synliga vener, och trötthet i benen.
Med tiden kan kroppsdelen drabbas av eksem, atrofi av huden, missfärgning av huden, och sår (bensår). Somliga drabbas med tiden av kroniska förhårdnader av huden, brunfärgningar och knottror.

## Differentialdiagnoser
Många av symtomen kan bero på t.ex. hjärtsvikt eller diabetes. Svullna underarmar, underben, händer och fötter förekommer även vid varmt väder som värmeödem.

## Prevalens
I västvärlden är var tredje till var femte vuxen drabbad av venös insufficiens, varav ca 50% är kvinnor.

## Behandling
I ett tidigt skede av den venösa insufficiensen kan den drabbade kroppsdelen behandlas med kompression, t.ex. kompressionsstrumpor. Kompression botar inte insufficiensen, men förhindrar blodansamling och minskar därmed svullnaden. Strumpan eller lindan måste därför användas jämt för att ha någon effekt.
Operation av åderbråck (utvidgade vener till följd av venös insufficiens) kan minska återfall av venösa bensår hos äldre bättre än kompressionsbehandling, enligt en rapport från Statens beredning för medicinsk utvärdering (SBU).
Venös insufficiens kan också behandlas med diuretika (vätskedrivande medel), venastat (extrakt av hästkastanj), laserbehandling och kirurgi.